# 2. etape af Tour de France 2010
Anden etape af Tour de France 2010 var en 201 km lang kuperet etape. Den blev kørt mandag d. 5. juli fra Bruxelles til Spa. Sylvain Chavanel stak fra feltet efter 17 kilometer og fik efterhånden selskab af holdkammeraten Jérôme Pineau og seks andre ryttere, men udbryderne formåede ikke at oparbejde sig et truende forspring til hovedfeltet. Det så ud som de eneste frugter rytterne i front kom til at høste var point i pointkonkurrencen og bjergkonkurrencen og at sikre sig den første bjergtrøje i den 97. udgave af Tour de France. Men på de efterhånden sæbeglatte veje i Belgien var dramatikken så vidt i gang.
På nedstigningen af Stockeu røg flere ryttere i asfalten, blandt dem Andy Schleck, Christian Vande Velde og Alessandro Petacchi. Flere styrt fulgte og på et tidspunkt bestod hovedfeltet kun af Fabian Cancellara og Thor Hushovd. De to ryttere bestemte sig for at vente på rytterne som var ramt af styrtene i stedet for at optage jagten på Chavanel som cyklede alene i front. Senere samlede hovedfeltet sig igen, men tempoet var lavt, noget som sørgede for, at Chavanel kunne indkassere etapesejren og iklæde sig den gule førertrøje.
Ind mod Spa lod Cancellara sig trille ned til løbschefens bil, hvor de to blev enige om at stryge alle spurtpointene i hovedfeltet, hvis rytterne kunne bestemme sig for ikke at spurte ved målseglet i solidaritet med de mange ofre for de forskellige styrt på etapen. Cancellara gav klar besked til rytterne i feltet om, at der ikke skulle spurtes, og hovedfeltet trillede i mål i samlet flok til stor irritation for publikum og mange ryttere, specielt Thor Hushovd.
- Etape: 2. etape
- Dato: 5. juli
- Længde: 201 km
- Danske resultater:

029. Jakob Fuglsang + 3.56
163. Nicki Sørensen + 13.38
164. Brian Vandborg + 13.38
184. Matti Breschel + 19.03
186. Chris Anker Sørensen + 19.03
- Gennemsnitshastighed: 42,9 km/t

## Point- og bjergspurter

### 1. sprint (Perwez)
Efter 39,5 km
| Vinder | Jürgen Roelandts  | 6p |
| 2.     | Sylvain Chavanel  | 4p |
| 3.     | Francesco Gavazzi | 2p |

### 2. sprint (Seny)
Efter 112 km
| Vinder | Jürgen Roelandts | 6p |
| 2.     | Sébastien Turgot | 4p |
| 3.     | Sylvain Chavanel | 2p |

### 3. sprint (Coo)
Efter 177 km
| Vinder | Jürgen Roelandts | 6p |
| 2.     | Sylvain Chavanel | 4p |
| 3.     | Maxime Monfort   | 2p |

### 1. bjerg (Côte de France)
4. kategori stigning efter 98 km
| Plads | Navn          | Point |
| ----- | ------------- | ----- |
| 1.    | Jérôme Pineau | 3     |
| 2.    | Matthew Lloyd | 2     |
| 3.    | Rein Taaramäe | 1     |

### 2. bjerg (Côte de Filot)
4. kategori stigning efter 128,5 km
| Plads | Navn          | Point |
| ----- | ------------- | ----- |
| 1.    | Jérôme Pineau | 3     |
| 2.    | Rein Taaramäe | 2     |
| 3.    | Matthew Lloyd | 1     |

### 3. bjerg (Côte de Werbomont)
4. kategori stigning efter 136 km
| Plads | Navn          | Point |
| ----- | ------------- | ----- |
| 1.    | Jérôme Pineau | 3     |
| 2.    | Rein Taaramäe | 2     |
| 3.    | Matthew Lloyd | 1     |

### 4. bjerg (Côte d'Aisomont)
3. kategori stigning efter 161,5 km
| Plads | Navn              | Point |
| ----- | ----------------- | ----- |
| 1.    | Jérôme Pineau     | 4     |
| 2.    | Rein Taaramäe     | 3     |
| 3.    | Marcus Burghardt  | 2     |
| 4.    | Francesco Gavazzi | 1     |

### 5. bjerg (Col de Stockeu)
3. kategori stigning efter 167,5 km
| Plads | Navn              | Point |
| ----- | ----------------- | ----- |
| 1.    | Sylvain Chavanel  | 4     |
| 2.    | Jürgen Roelandts  | 3     |
| 3.    | Maxime Monfort    | 2     |
| 4.    | Francesco Gavazzi | 1     |

### 6. bjerg (Col du Rosier)
3. kategori stigning efter 189 km
| Plads | Navn              | Point |
| ----- | ----------------- | ----- |
| 1.    | Sylvain Chavanel  | 4     |
| 2.    | Maxime Monfort    | 3     |
| 3.    | Carlos Barredo    | 2     |
| 4.    | Fabian Cancellara | 1     |

## Resultatliste
|    | Navn               | Land       | Hold               | Tid     |
| -- | ------------------ | ---------- | ------------------ | ------- |
| 1  | Sylvain Chavanel   | Frankrig   | Quick Step         | 4:40.48 |
| 2  | Maxime Bouet       | Frankrig   | Ag2r-La Mondiale   | + 3.56  |
| 3  | Fabian Wegmann     | Tyskland   | Team Milram        | + 3.56  |
| 4  | Robbie McEwen      | Australien | Team Katusha       | + 3.56  |
| 5  | Christian Knees    | Tyskland   | Team Milram        | + 3.56  |
| 6  | Jürgen Roelandts   | Belgien    | Omega Pharma-Lotto | + 3.56  |
| 7  | Thor Hushovd       | Norge      | Cervélo TestTeam   | + 3.56  |
| 8  | Linus Gerdemann    | Tyskland   | Team Milram        | + 3.56  |
| 9  | Matthieu Ladagnous | Frankrig   | Française des Jeux | + 3.56  |
| 10 | Bernhard Eisel     | Østrig     | Team HTC-Columbia  | + 3.56  |
| 11 | Daniel Moreno      | Spanien    | Omega Pharma-Lotto | + 3.56  |
| 12 | Fabian Cancellara  | Schweiz    | Team Saxo Bank     | + 3.56  |
| 13 | Karsten Kroon      | Holland    | BMC Racing Team    | + 3.56  |
| 14 | Johan Vansummeren  | Belgien    | Garmin-Transitions | + 3.56  |
| 15 | José Joaquín Rojas | Spanien    | Caisse d'Epargne   | + 3.56  |

- Løbsledelsen bestemte sig for at annullere alle spurtpoint i hovedfeltet, efter at Fabian Cancellara informerede løbschefen om, at rytterne ikke var villige til at spurte om de resterende point i Spa på grund af de mange styrt undervejs på etapen. Sylvain Chavanel blev ikke berørt af denne afgørelse, fordi han kom alene i mål og ikke var en del af hovedfeltet.

## Manglende ryttere
- 104  Mickaël Delage (OLO) udgik.
- 114  Adam Hansen (THR) stillede ikke til start.